# Родина (Каменський район)
Ро́дина (рос. Родина) — селище у складі Каменського району Алтайського краю, Росія. Входить до складу Аллацької сільської ради.

## Населення
Населення — 23 особи (2010; 39 у 2002).
Національний склад (станом на 2002 рік):
- росіяни — 87 %